# Clare Dimyon
Clare B. Dimyon (* 1965) je britská učitelka a LGBT aktivistka.
V roce 1982 se účastnila akce Embrace the Base, ženského protestního hnutí proti umístění amerických raket s jadernými hlavicemi v Greenham Common v anglickém hrabství Berkshire. V minulosti žila v Summertown, předměstí Oxfordu. V roce 1984 podle vlastního vyjádření zažila „život ohrožující sexuální atak“. V roce 1985 se poprvé zúčastnila festivalu LGBT hrdosti v Londýně.
Angažovala se v organizaci Pride Solidarity. Od poloviny nultých let objížděla středo- a východoevropské země, účastnila se průvodů a festivalů hrdosti a podporovala tamní LGBT hnutí k aktivnímu zasazování se za svá práva. V květnu 2010 se ku příkladu účastnila historicky prvního Duhového Pride v Bratislavě a v červnu téhož roku také Queer Parade v Brně. O rok později, v červenci 2011 zavítala rovněž na první ročník festivalu Prague Pride. Již 12. června 2010 byla za toto své působení oceněna řádem Britského impéria (MBE). V předchozích dvou letech také vyzývala britské ambasády k vyvěšování duhových vlajek na podporu podobných slavností.